# 가정적 만인구원설
가정적 만인구원설( Hypothetical universalism )은 개혁주의 신학에서 사용되는 용어로, 그리스도가 모든 사람을 위해 죽으셨지만, 그의 즉음은 구원에 예정된 사람들만을 위한 것이라는 설명이다.  이 주장과 매우 유사한 설명을 한 사람은 청교도 중 리차드 백스터로 아미랄디즘이라고 불린다.  이 주장은 개혁주의 내에서 역사적으로 반발이 있었지만, 공의회에서 이단으로 정죄되지는 않았다.

## 역사적인 증거
피터 롬바르드는 그리스도의 죽음이 만인에게 충분하지만, 택자에게만 유효하다라고 주장하였다. 
존 칼빈은 피터 롬바르드에 대하여 요한일서 2:1에 적합하지 않다고 그의 주석에 기록하였다.
잉글랜드에서 이 주장을 한 자들은 존 프레스톤, 존 데버넌트, 제임스 어셔였다. 
존 데버넌트는 그리스도가 세상을 위해 죽은 것은 만인을 위한 것이며, 이것은 현대의 일반은총의 선물로 이해한다. 그것은 복음을 차별없이 어느 누구에게나 선포하는 것을 말한다고 주장했다. 하지만 그는 그리스도의 죽음의 효과는 반드시 택자만을 위한 것이라고 주장했다.